# Travail, famille, patrie

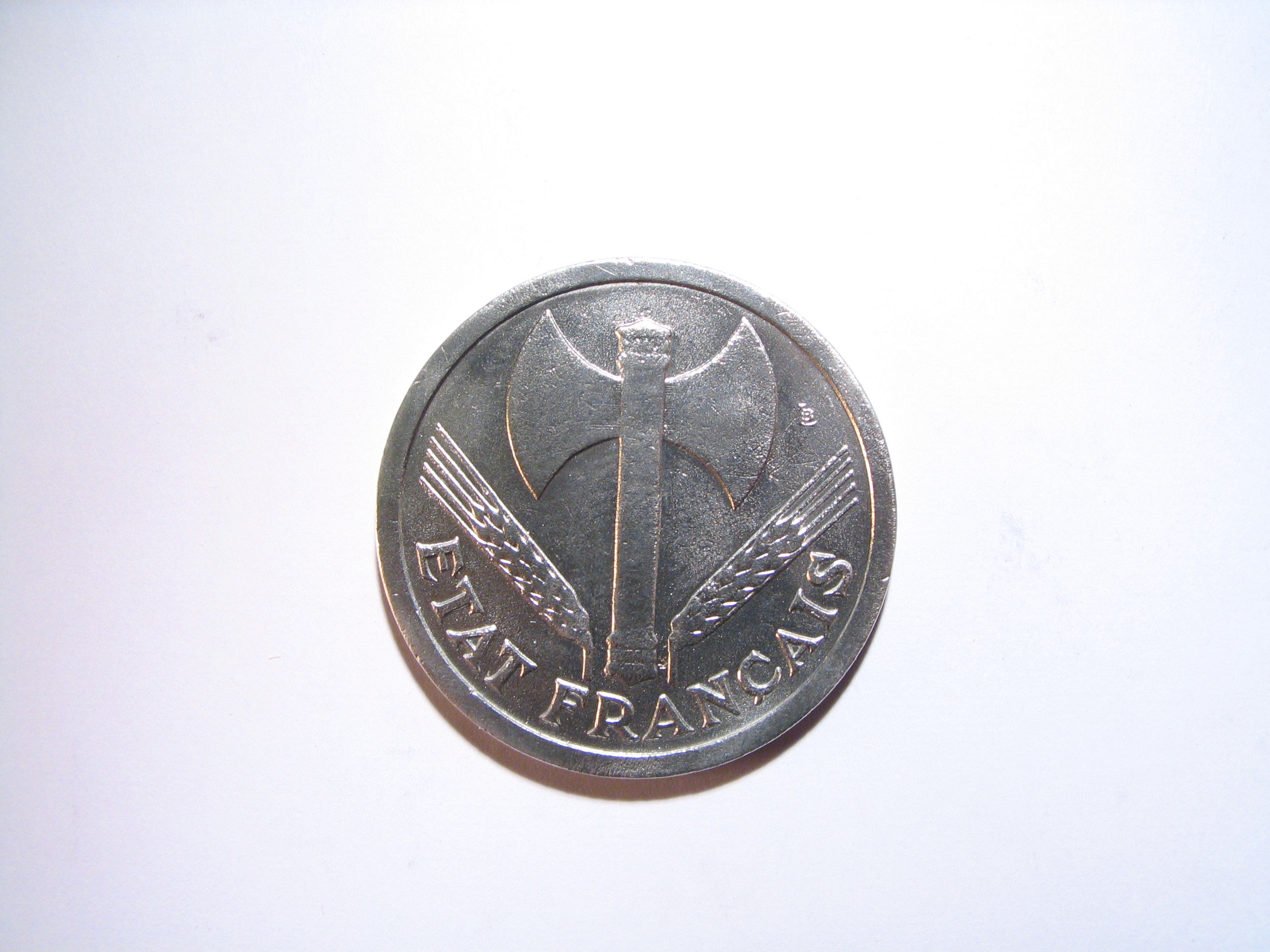
Anverso da moeda de dois francos de 1943. État Français significa Estado francês.

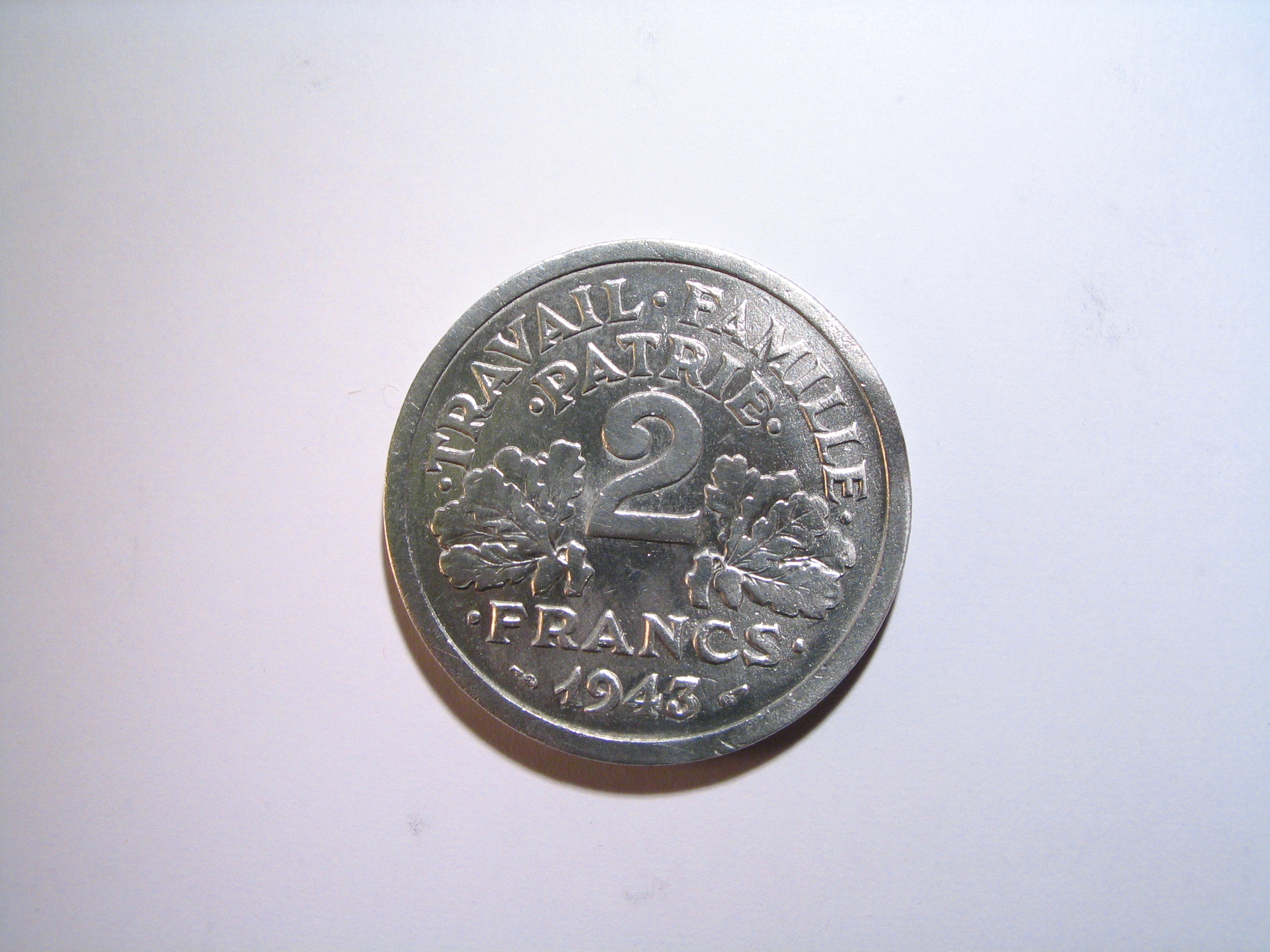
Reverso da moeda de dois francos de 1943, na qual o lema está presente.

Travail, famille, patrie (pronúncia em francês: [tʁavaj famij patʁi] em português: Trabalho, pátria, família); foi o lema tripartite do Estado Francês (normalmente conhecido como França de Vichy) durante a II Guerra Mundial. Ele substituiu o lema republicano Liberté, égalité, fraternité da Terceira República francesa (1870-1940).

## Instituição
A lei de 10 de julho de 1940 deu ao Marechal Pétain plenos poderes para elaborar uma constituição, antes de esta ser submetida à Nação, garantindo "os direitos do Trabalho, da Família e da Pátria (la Patrie)". Tal constituição nunca foi promulgada.
Na Revue des deux Mondes (Revista dos Dois Mundos), de 15 de setembro de 1940, o Marechal Pétain escreveu sobre o repúdio à tradicional divisa da República Francesa, Liberté, Égalité, Fraternité : Quando nossos jovens [...] chegam à vida adulta, diremos a eles [...] que a verdadeira liberdade não pode ser exercida exceto sob o abrigo de uma autoridade condutora, que se deve respeitar e que eles devem obedecer [...]. Vamos, então, dizer-lhes que a igualdade [deve] definir-se dentro do quadro de uma hierarquia, fundada sobre a diversidade de função e de mérito. [...] Finalmente, devemos dizer-lhes que não há nenhuma maneira de ter a verdadeira fraternidade, exceto dentro desses grupos naturais: o trabalho, a família, a pátria.
O lema Travail, Famille, Patrie originalmente fazia parte da Croix-de-Feu (uma condecoração francesa), então do Parti social français (PSF) fundado pelo Colonel de La Rocque.
Muitas vezes tem-se escrito que essas três palavras expressam a Revolução Nacional (RN), o programa  empreendido pelo regime de Vichy.

## Travail(Trabalho)
Em 24 de abril de 1941, o marechal Pétain inaugurou oficialmente o 1º de Maio como a fête du Travail et de la Concorde sociale (Dia do Trabalho e da Concórdia Social), o dia em que o trabalho e a compreensão mútua eram celebrados.
O regime ganhou a disputa contra algumas organizações sindicais para a elaboração de uma Carta do Trabalho. No que se declaravam igualmente contra o capitalismo e o marxismo, o regime de Vichy defendeu a busca de uma terceira via.
Frequentemente se diz que, em 1941, o Governo de Vichy estabeleceu um sistema previdenciário; com pensão por idade para os trabalhadores assalariados, , mas no entanto houve apenas a renovação do antigo sistema de pensões, que havia sido desvalorizado pela inflação e pelas despesas extraordinárias.

## Famille(Família)
O regime colocou o Dia das Mães no calendário oficial. Com respeito à família, houve continuidade, em vez de ruptura, com a política familiar do período do governo Daladier, política esta que continuou ao longo dos anos de Pétain e que mais tarde viria a se estender ao longo da Quarta República Francesa (1946-1958).

## Patrie(Pátria)
O nacionalismo de Pétain, que via a si mesmo como caudatário do vitorioso nacionalismo de 1918, não interrompeu a sua colaboração com o regime Nazista. Até sua morte, ele manteve um certo grau de germanofobia, do tipo expresso por Charles Maurras. De sua parte, não havia registro de sentimentos pró-alemães ou anti-britânicos no período do Entreguerras. Várias vezes, Pétain reafirmou que ele considerava a si próprio como um aliado e um amigo da Grã-Bretanha. Na sua transmissão de rádio de 23 de junho de 1940, ele reprovou Winston Churchill em seguida ao discurso feito por este último em 22 de junho de 1940, após a assinatura do armistício naquele dia.